# Lista celor mai înalți vulcani

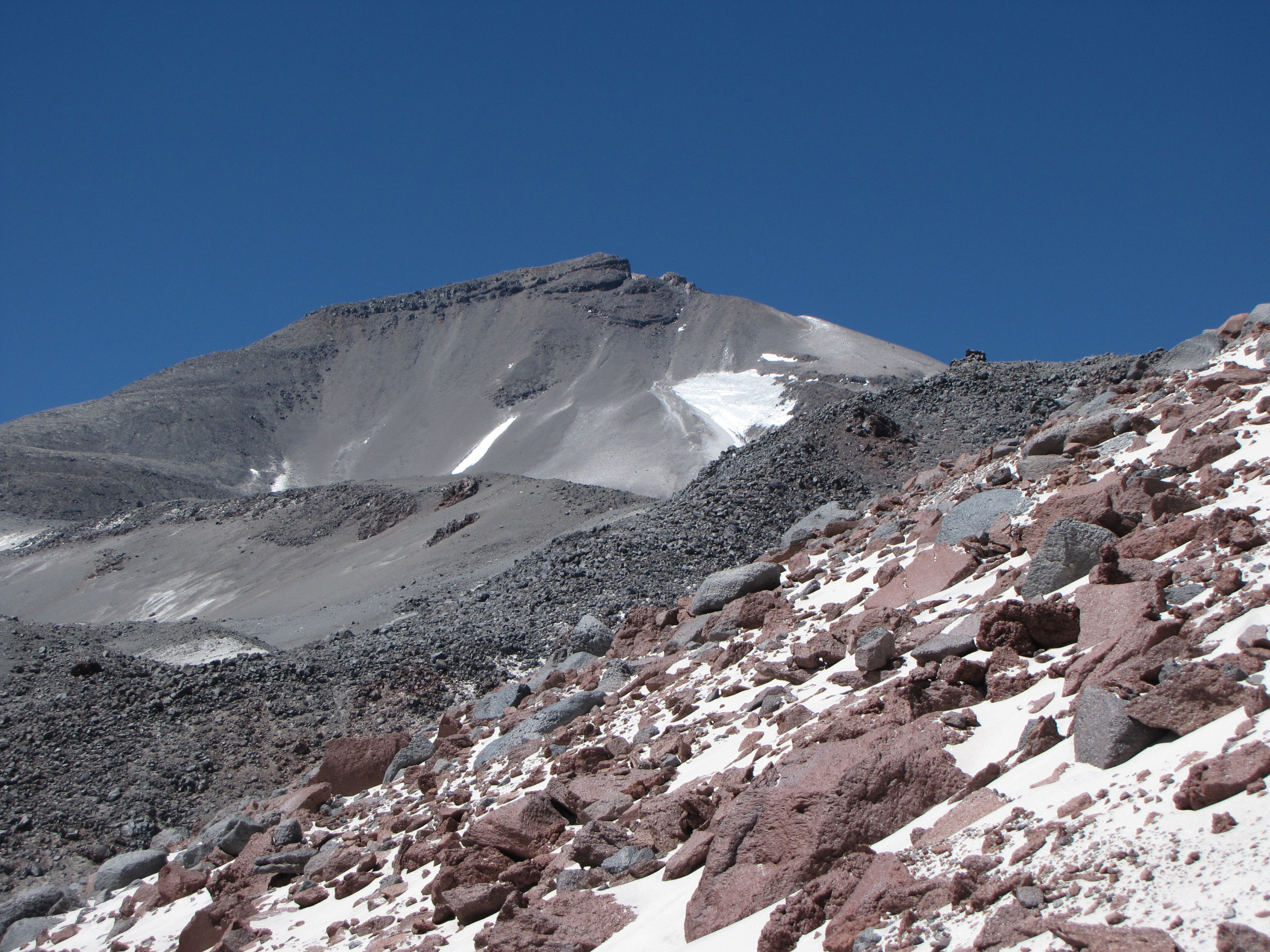
Ojos del Salado din America de Sud, cel mai înalt vulcan din lume

Lista celor mai înalți vulcani din lume clasifică formațiunile geologice definite în mod obișnuit ca o gură de aerisire sau o fisură în scoarța terestră care permite eliberarea lavei, cenușii vulcanice și gazelor dintr-o cameră magmatică (vulcani) cu o înălțime de peste 5.000 de metri. 
Lista include atât vulcani activi, cât și inactivi sau latenți (adormiți), indiferent de perioada de formare sau de tipul de manifestare a erupției. Ordinea este descrescătoare, în funcție de înălțime (altitudinea față de nivelul mării).

## Lista celor mai înalți vulcani din lume
| Imagine | Nume                                                                          | Înălțime (m) | Locație                                          | Țară               | Coordonate                                        | Observații |
|         |                                                                               |              |                                                  |                    |                                                   | |
| ------- | ----------------------------------------------------------------------------- | ------------ | ------------------------------------------------ | ------------------ | ------------------------------------------------- | --- |
|         | Ojos del Salado (în spaniolă Ojos del Salado)                                 | 6.893        | Anzii Cordilieri                                 | Argentina/ · Chile | 27°06′34″S 68°32′32″W / 27.109444°S 68.542222°V   | cel mai înalt vulcan activ de pe Terra, cea mai recentă erupție a avut loc în c. 750                                                                                             |
|         | Monte Pissis (în spaniolă Monte Pissis)                                       | 6.793        | Anzii Cordilieri                                 | Argentina          | 27°45′19″S 68°47′57″W / 27.755278°S 68.799167°V   | |
|         | Nevado Tres Cruces (în spaniolă Nevado Tres Cruces)                           | 6.748        | Anzii Cordilieri                                 | Argentina/ · Chile | 27°05′53″S 68°46′41″W / 27.098056°S 68.778056°V   | cea mai recentă erupție a avut loc cu 28.000 de ani în urmă |
|         | Llullaillaco (în spaniolă Volcán Llullaillaco)                                | 6.739        | Anzii Cordilieri, Puna de Atacama                | Argentina/ · Chile | 24°43′11″S 68°32′12″W / 24.719722°S 68.536667°V   | al doilea cel mai înalt vulcan activ de pe Terra, cea mai recentă erupție a avut loc în 1877                                                                                     |
|         | Vulcanul Walther Penck (Muntele Tipas) (în spaniolă Volcán Walther Penck)     | 6.660        | Anzii Cordilieri, Puna de Atacama                | Argentina          | 27°11′46″S 68°33′39″W / 27.1961°S 68.5608°V       | |
|         | Nevado Tres Cruces Central (în spaniolă Nevado Tres Cruces Central)           | 6.629        | Anzii Cordilieri                                 | Chile              | 27°04′12″S 68°47′09″W / 27.069886°S 68.785724°V   | cea mai recentă erupție a avut loc cu 28.000 de ani în urmă |
|         | Incahuasi (în spaniolă Volcán Incahuasi)                                      | 6.621        | Anzii Cordilieri                                 | Argentina/ · Chile | 27°01′59″S 68°17′46″W / 27.033°S 68.296°V         | |
|         | Tupungato (în spaniolă Volcán Tupungato)                                      | 6.570        | Anzii Cordilieri                                 | Argentina/ · Chile | 33°21′31″S 69°46′14″W / 33.358556°S 69.770417°V   | cea mai recentă erupție a avut loc cu 0,8 mil. de ani în urmă |
|         | Nevado Sajama (în spaniolă Nevado Sajama)                                     | 6.542        | Anzii Cordilieri                                 | Bolivia            | 18°06′29″S 68°52′59″W / 18.108056°S 68.883056°V   | cel mai înalt vârf din Bolivia |
|         | Ata (în spaniolă Volcán Ata)                                                  | 6.501        | Anzii Cordilieri                                 | Argentina/ · Chile | 27°10′55″S 68°34′34″W / 27.1819°S 68.5762°V       | |
|         | Coropuna (în spaniolă Coropuna)                                               | 6.425        | Anzii Cordilieri                                 | Peru               | 15°31′13″S 72°39′26″W / 15.520278°S 72.657222°V   | al treilea cel mai înalt vârf din Peru, cea mai recentă erupție a avut loc cu 700-1.100 de ani în urmă                                                                           |
|         | Cerro El Cóndor (în spaniolă Cerro El Cóndor)                                 | 6.414        | Anzii Cordilieri, Puna de Atacama                | Argentina          | 26°37′54″S 68°21′42″W / 26.631667°S 68.361667°V   | |
|         | Parinacota (în spaniolă Volcán Parinacota)                                    | 6.348        | Anzii Cordilieri                                 | Bolivia/ · Chile   | 18°09′57″S 69°08′30″W / 18.165753°S 69.141611°V   | cea mai recentă erupție a avut loc în c. 290 |
|         | Ampato (în spaniolă Ampato)                                                   | 6.288        | Anzii Cordilieri                                 | Peru               | 15°49′14″S 71°52′48″W / 15.820556°S 71.88°V       | |
|         | Chimborazo (în spaniolă Volcán Chimborazo)                                    | 6.267        | Anzii Cordilieri                                 | Ecuador            | 1°28′09″S 78°49′03″W / 1.469167°S 78.8175°V       | vârful vulcanului este punctul cel mai îndepărtat de centrul Pământului, cea mai recentă erupție a avut loc în c. 550                                                            |
|         | Pular (în spaniolă Volcán Pular)                                              | 6.233        | Anzii Cordilieri, Regiunea Antofagasta           | Chile              | 24°11′15″S 68°03′15″W / 24.1875°S 68.054167°V     | |
|         | Cerro Solo (în spaniolă Cerro Solo)                                           | 6.190        | Anzii Cordilieri                                 | Argentina/ · Chile | 27°06′19″S 68°42′48″W / 27.105297°S 68.7132°V     | |
|         | Aucanquilcha (în spaniolă Volcán Aucanquilcha)                                | 6.176        | Anzii Cordilieri, Regiunea Antofagasta           | Chile              | 21°13′15″S 68°28′06″W / 21.220833°S 68.468333°V   | cea mai recentă erupție a avut loc cu 240.000 de ani în urmă |
|         | San Pedro (în spaniolă Volcán San Pedro)                                      | 6.145        | Anzii Cordilieri, Regiunea Antofagasta           | Chile              | 21°53′16″S 68°23′29″W / 21.887778°S 68.391389°V   | cea mai recentă erupție a avut loc în 1960 |
|         | Sierra Nevada de Lagunas Bravas (în spaniolă Sierra Nevada de Lagunas Bravas) | 6.127        | Anzii Cordilieri                                 | Argentina/ · Chile | 26°29′27″S 68°33′33″W / 26.4908°S 68.5591°V       | |
|         | Solimana (în spaniolă Solimana)                                               | 6.093        | Anzii Cordilieri                                 | Peru               | 15°24′36″S 72°53′35″W / 15.41°S 72.893056°V       | |
|         | Aracar (în spaniolă Volcán Aracar)                                            | 6.082        | Anzii Cordilieri                                 | Argentina          | 24°17′24″S 67°47′00″W / 24.29°S 67.783333°V       | cea mai recentă erupție a avut loc în 1993 |
|         | Guallatiri (în spaniolă Volcán Guallatiri)                                    | 6.071        | Anzii Cordilieri                                 | Chile              | 18°25′25″S 69°05′23″W / 18.423611°S 69.089722°V   | vulcan adormit, cea mai recentă erupție a avut loc în 1960 |
|         | Chachani (în spaniolă Chachani)                                               | 6.057        | Anzii Cordilieri                                 | Peru               | 16°11′39″S 71°31′54″W / 16.194167°S 71.531667°V   | |
|         | Socompa (în spaniolă Volcán Socompa)                                          | 6.051        | Anzii Cordilieri                                 | Argentina/ · Chile | 24°23′45″S 68°14′46″W / 24.3959°S 68.245997°V     | versantul nord-vestic s-a prăbușit cu 7.200 ani în urmă, producând cel mai mare depozit de resturi – 19,2 km3, 490 km2                                                           |
|         | Acamarachi (Pili) (în spaniolă Volcán Acamarachi)                             | 6.046        | Anzii Cordilieri, Regiunea Antofagasta           | Chile              | 23°17′45″S 67°37′02″W / 23.295833°S 67.617222°V   | |
|         | Hualca Hualca (în spaniolă Hualca Hualca)                                     | 6.025        | Anzii Cordilieri                                 | Peru               | 15°43′13″S 71°51′38″W / 15.720278°S 71.860556°V   | |
|         | Uturuncu (în spaniolă Uturuncu)                                               | 6.008        | Anzii Cordilieri                                 | Bolivia            | 22°15′52″S 67°11′13″W / 22.264489°S 67.186919°V   | începând cu 1992, observațiile prin satelit au indicat o zonă extinsă de ridicare regională centrată pe Uturuncu, indicație a unei intruziuni de magmă la scară largă sub vulcan |
|         | Tacora (în spaniolă Volcán Tacora)                                            | 5.980        | Anzii Cordilieri                                 | Chile              | 17°43′14″S 69°46′22″W / 17.720556°S 69.772778°V   | |
|         | Sabancaya (în spaniolă Sabancaya)                                             | 5.976        | Anzii Cordilieri                                 | Peru               | 15°47′12″S 71°51′27″W / 15.786667°S 71.8575°V     | vulcanul a redevenit activ în 1986, culminând cu o erupție puternică în 1990, iar de atunci a fost activ continuu, cu emisii de cenușă și gaze                                   |
|         | Sairecabur (în spaniolă Sairecabur)                                           | 5.971        | Anzii Cordilieri                                 | Bolivia/ · Chile   | 22°43′12″S 67°53′31″W / 22.72°S 67.892°V          | |
|         | Paniri (în spaniolă Paniri)                                                   | 5.946        | Anzii Cordilieri, Regiunea Antofagasta           | Chile              | 22°03′33″S 68°13′42″W / 22.059167°S 68.228333°V   | |
|         | Licancabur (în spaniolă Volcán Licancabur)                                    | 5.920        | Anzii Cordilieri                                 | Bolivia/ · Chile   | 22°50′02″S 67°53′01″W / 22.833889°S 67.883611°V   | |
|         | Miñiques (în spaniolă Volcán Miñiques)                                        | 5.910        | Anzii Cordilieri, Regiunea Antofagasta           | Chile              | 23°49′00″S 67°46′00″W / 23.816667°S 67.766667°V   | Miñiques este format din patru vulcani suprapuși, cu două vârfuri |
|         | Cotopaxi (în spaniolă Volcán Cotopaxi)                                        | 5.897        | Anzii Cordilieri                                 | Ecuador            | 0°40′50″S 78°26′16″W / 0.680556°S 78.437778°V     | al doilea cel mai înalt vârf din Ecuador, cea mai recentă erupție a început în 2022                                                                                              |
|         | Kilimanjaro (în engleză Mount Kilimanjaro)                                    | 5.895        | Regiunea Kilimanjaro                             | Tanzania           | 3°04′33″S 37°21′12″E / 3.075833°S 37.353333°E     | cel mai înalt vulcan din afara Americii de Sud, cel mai înalt vulcan din emisfera estică, cel mai înalt vârf din Africa                                                          |
|         | Putana (în spaniolă Volcán Putana)                                            | 5.890        | Anzii Cordilieri                                 | Bolivia/ · Chile   | 22°33′26″S 67°51′10″W / 22.557302°S 67.852834°V   | |
|         | Falso Azufre (în spaniolă Falso Azufre)                                       | 5.890        | Anzii Cordilieri                                 | Argentina/ · Chile | 26°48′00″S 68°22′12″W / 26.800°S 68.3700°V        | |
|         | Ollagüe (în spaniolă Volcán Ollagüe)                                          | 5.868        | Anzii Cordilieri, Regiunea Antofagasta           | Bolivia/ · Chile   | 21°17′00″S 68°11′00″W / 21.283333°S 68.183333°V   | |
|         | Taapaca (în spaniolă Volcán Taapacá)                                          | 5.860        | Anzii Cordilieri                                 | Chile              | 18°06′46″S 69°30′27″W / 18.112778°S 69.5075°V     | |
|         | San José (în spaniolă Volcán San José)                                        | 5.856        | Anzii Cordilieri                                 | Argentina/ · Chile | 33°46′54″S 69°53′50″W / 33.781667°S 69.897222°V   | |
|         | Cerro del Azufre (în spaniolă Cerro del Azufre)                               | 5.846        | Anzii Cordilieri, Regiunea Antofagasta           | Chile              | 21°46′59″S 68°14′23″W / 21.783056°S 68.239722°V   | |
|         | Misti (în spaniolă Misti)                                                     | 5.822        | Anzii Cordilieri                                 | Peru               | 16°17′47″S 71°24′38″W / 16.296389°S 71.410556°V   | vulcan adormit, cea mai recentă erupție a avut loc în 1440–1470 |
|         | Tutupaca (în spaniolă Tutupaca)                                               | 5.815        | Anzii Cordilieri                                 | Peru               | 17°01′35″S 70°22′18″W / 17.026389°S 70.371667°V   | |
|         | Tocorpuri (în spaniolă Cerros de Tocorpuri)                                   | 5.808        | Anzii Cordilieri                                 | Bolivia/ · Chile   | 22°26′20″S 67°53′15″W / 22.438889°S 67.8875°V     | |
|         | Cayambe (în spaniolă Volcán Cayambe)                                          | 5.790        | Anzii Cordilieri                                 | Ecuador            | 0°01′30″N 77°59′20″W / 0.025°N 77.988889°V        | al treilea cel mai înalt vârf din Ecuador, vârful constituie punctul cel mai îndepărtat de axa de rotație a Pământului                                                           |
|         | Antisana (în spaniolă Volcán Antisana)                                        | 5.753        | Anzii Cordilieri                                 | Ecuador            | 0°28′53″S 78°08′27″W / 0.481389°S 78.140833°V     | vulcan adormit, cea mai recentă erupție a avut loc în 1801-1802 |
|         | Peinado (în spaniolă Volcán El Peinado)                                       | 5.740        | Anzii Cordilieri                                 | Argentina          | 26°37′23″S 68°06′58″W / 26.623°S 68.116°V         | cea mai recentă erupție a avut loc cu 36.800 de ani în urmă |
|         | Linzor (în spaniolă Linzor)                                                   | 5.680        | Anzii Cordilieri                                 | Bolivia/ · Chile   | 22°09′00″S 67°58′00″W / 22.15°S 67.966667°V       | |
|         | Ubinas (în spaniolă Ubinas)                                                   | 5.672        | Anzii Cordilieri                                 | Peru               | 16°20′55″S 70°54′08″W / 16.348611°S 70.902222°V   | vulcan activ, cea mai recentă erupție a avut loc în 2023 |
|         | Pichu Pichu (în spaniolă Pichu Pichu)                                         | 5.664        | Anzii Cordilieri                                 | Peru               | 16°26′28″S 71°14′25″W / 16.441139°S 71.240389°V   | |
|         | Elbrus (în rusă Эльбрус, transliterat: Elbrus)                                | 5.642        | Munții Caucaz, Caucazul Mare, Kabardino-Balkaria | Rusia              | 43°20′45″N 42°26′55″E / 43.34583°N 42.44861°E     | cel mai înalt vulcan din Eurasia, cel mai înalt vârf din Rusia și Europa |
|         | Citlaltépetl (Pico de Orizaba) (în spaniolă Citlaltépetl)                     | 5.636        | Sierra Nevada                                    | Mexic              | 19°01′48″N 97°16′12″W / 19.0300°N 97.27°V         | cel mai înalt vulcan din America de Nord, cel mai înalt vârf din Mexic |
|         | Damavand (în persană دماوند, transliterat: Damavand)                          | 5.610        | Elburz                                           | Iran               | 35°57′04″N 52°06′32″E / 35.951°N 52.109°E         | cel mai înalt vulcan din Asia și Orientul Mijlociu, al treilea cel mai înalt vulcan din emisfera estică, cel mai înalt vârf din Iran și Asia de Vest,                            |
|         | Tupungatito (în spaniolă Volcán Tupungatito)                                  | 5.603        | Anzii Cordilieri                                 | Argentina/ · Chile | 33°23′38″S 69°49′22″W / 33.393933°S 69.822667°V   | cea mai recentă erupție a avut loc în 1987 |
|         | Arintica (în spaniolă Volcán Arintica)                                        | 5.597        | Anzii Cordilieri                                 | Chile              | 18°44′50″S 69°04′00″W / 18.747222°S 69.066667°V   | |
|         | Láscar (în spaniolă Volcán Láscar)                                            | 5.592        | Anzii Cordilieri                                 | Chile              | 23°22′00″S 67°44′47″W / 23.366667°S 67.746389°V   | cea mai recentă erupție a avut loc în 2022 |
|         | Isluga (în spaniolă Volcán Isluga)                                            | 5.550        | Anzii Cordilieri                                 | Chile              | 19°09′00″S 68°50′00″W / 19.15°S 68.833333°V       | cea mai recentă erupție a avut loc în 1913 |
|         | Yucamani (în spaniolă Yucamani)                                               | 5.550        | Anzii Cordilieri                                 | Peru               | 17°11′02″S 70°11′46″W / 17.184°S 70.196°V         | cea mai recentă erupție a avut loc în 1320 î.Hr. |
|         | Pampa Luxsar (în engleză Pampa Luxsar)                                        | 5.543        | Anzii Cordilieri                                 | Bolivia            | 20°51′00″S 68°12′00″W / 20.8500°S 68.2°V          | zonă vulcanică puțin cunoscută |
|         | Sara Sara (în spaniolă Sara Sara)                                             | 5.505        | Anzii Cordilieri                                 | Peru               | 15°19′46″S 73°26′41″W / 15.329444°S 73.444722°V   | |
|         | Tata Sabaya (în spaniolă Tata Sabaya)                                         | 5.430        | Anzii Cordilieri                                 | Bolivia            | 19°08′00″S 68°30′00″W / 19.133333°S 68.5°V        | |
|         | Popocatépetl (în spaniolă Popocatépetl)                                       | 5.426        | Sierra Nevada                                    | Mexic              | 19°01′20″N 98°37′40″W / 19.022222°N 98.627778°V   | al doilea cel mai înalt vulcan din America de Nord, al doilea cel mai înalt vârf din Mexic                                                                                       |
|         | Ticsani (în spaniolă Ticsani)                                                 | 5.408        | Anzii Cordilieri                                 | Peru               | 16°45′18″S 70°35′42″W / 16.755°S 70.595°V         | cea mai recentă erupție a avut loc cu 1800 ± 200 ani în urmă |
|         | Puquintica (în spaniolă Volcán Puquintica)                                    | 5.407        | Anzii Cordilieri                                 | Bolivia/ · Chile   | 18°44′00″S 68°59′00″W / 18.733333°S 68.983333°V   | |
|         | Nevado del Huila (în spaniolă Nevado del Huila)                               | 5.364        | Anzii Cordilieri                                 | Columbia           | 2°56′00″N 76°02′00″W / 2.933333°N 76.033333°V     | cel mai înalt vulcan din Columbia, cea mai recentă erupție a avut loc în 2012 |
|         | Nevado del Ruiz (în spaniolă Nevado del Ruiz)                                 | 5.321        | Anzii Cordilieri                                 | Columbia           | 4°53′43″N 75°19′21″W / 4.895278°N 75.3225°V       | 23.000 de persoane decedate după erupția din 1985, cea mai recentă erupție a avut loc în 2022                                                                                    |
|         | El Altar (în spaniolă Volcán El Altar)                                        | 5.319        | Anzii Cordilieri                                 | Ecuador            | 1°39′51″S 78°24′40″W / 1.664167°S 78.411111°V     | |
|         | Nevado del Tolima (în spaniolă Nevado del Tolima)                             | 5.276        | Anzii Cordilieri                                 | Columbia           | 4°39′30″N 75°19′46″W / 4.658333°N 75.329444°V     | |
|         | Maipo (în spaniolă Volcán Maipo)                                              | 5.264        | Anzii Cordilieri                                 | Argentina/ · Chile | 34°09′40″S 69°49′59″W / 34.161°S 69.833°V         | cea mai recentă erupție a avut loc în 1912 |
|         | Illiniza (în spaniolă Volcán Illiniza)                                        | 5.248        | Anzii Cordilieri                                 | Ecuador            | 0°39′34″S 78°42′49″W / 0.659444°S 78.713611°V     | |
|         | Sangay (în spaniolă Volcán Sangay)                                            | 5.230        | Anzii Cordilieri                                 | Ecuador            | 2°00′09″S 78°20′27″W / 2.0025°S 78.340833°V       | vulcan activ, cea mai recentă erupție are loc începând din 1934 |
|         | Iztaccíhuatl (în spaniolă Iztaccíhuatl)                                       | 5.230        | Sierra Nevada                                    | Mexic              | 19°10′44″N 98°38′30″W / 19.178889°N 98.641667°V   | al treilea cel mai înalt vulcan din America de Nord |
|         | Muntele Kenya (în engleză Mount Kenya)                                        | 5.199        | Parcul Național Muntele Kenya                    | Kenya              | 0°09′03″S 37°18′27″E / 0.150833°S 37.3075°E       | al doilea cel mai înalt vulcan din Africa, cel mai înalt vârf din Kenya |
|         | Irruputuncu (în spaniolă Volcán Irruputuncu)                                  | 5.163        | Anzii Cordilieri                                 | Bolivia/ · Chile   | 0°00′00″N 68°33′08″W / :-20.731944°N 68.552222°V  | cea mai recentă erupție a avut loc în 1995 |
|         | Ararat (în turcă Ağrı Dağı) (în armeană Արարատ, transliterat: Ararat)         | 5.137        | Platoul Armeniei, Regiunea Anatolia de Est       | Turcia             | 39°42′07″N 44°17′54″E / 39.7019°N 44.2983°E       | cel mai înalt vârf din Turcia, cea mai recentă erupție a avut loc în 1840 |
|         | Kazbek (în georgiană მყინვარწვერი, transliterat: Mq’invarts’veri)             | 5.047        | Munții Caucaz                                    | Georgia            | 42°41′57″N 44°31′06″E / 42.699167°N 44.518333°E   | cel mai înalt vulcan din Georgia, cea mai recentă erupție a avut loc în c. 750 î.Hr.                                                                                             |
|         | Tungurahua (în spaniolă Volcán Tungurahua)                                    | 5.023        | Anzii Cordilieri                                 | Ecuador            | 1°28′12″S 78°26′41″W / 1.47°S 78.4447°V           | cea mai recentă erupție a avut loc între 1999 și 2017 |
|         | Carihuairazo (în spaniolă Volcán Carihuairazo)                                | 5.018        | Anzii Cordilieri                                 | Ecuador            | 1°24′25″S 78°45′00″W / 1.406944°S 78.75°V         | vulcan inactiv, se învecinează cu vulcanul Chimborazo |
|         | Mount Bona (în engleză Mount Bona)                                            | 5.005        | Alaska                                           | Statele Unite      | 61°23′08″N 141°44′55″W / 61.385556°N 141.748611°V | cel mai înalt vulcan din Statele Unite, cea mai recentă erupție a avut loc în 847                                                                                                |

## Lista celor mai înalți vulcani după înălțimea totală (inclusiv baza suboceanică)
| Imagine | Nume             | Locație         | Țară          | Înălțime (m) | Coordonate                                        |
|         |                  |                 |               |              |                                                   |
| ------- | ---------------- | --------------- | ------------- | ------------ | ------------------------------------------------- |
|         | Mauna Kea        | Hawaii          | Statele Unite | 10.203       | 19°49′14″N 155°28′05″W / 19.820667°N 155.468056°V |
|         | Mauna Loa        | Hawaii          | Statele Unite | 9.170        | 19°28′46″N 155°36′10″W / 19.479444°N 155.602778°V |
|         | Haleakalā        | Hawaii          | Statele Unite | 9.144        | 20°42′35″N 156°15′12″W / 20.709722°N 156.253333°V |
|         | Teide            | Insulele Canare | Spania        | 7.500        | 28°16′23″N 16°38′22″W / 28.273056°N 16.639444°V   |
|         | Piton des Neiges | Réunion         | Franța        | 7.071        | 21°05′54″S 55°28′51″E / 21.098333°S 55.480833°E   |

## Lista celor mai înalți vulcani după continent (Volcanic Seven Summits)
| Imagine | Nume            | Lanț montan                     | Înălțime (m) | Continent       | Țară               | Coordonate                                      |
|         |                 |                                 |              |                 |                    |                                                 |
| ------- | --------------- | ------------------------------- | ------------ | --------------- | ------------------ | ----------------------------------------------- |
|         | Ojos del Salado | Anzii Cordilieri                | 6.893        | America de Sud  | Argentina/ · Chile | 27°06′34″S 68°32′32″W / 27.109444°S 68.542222°V |
|         | Kilimanjaro     | –                               | 5.895        | Africa          | Tanzania           | 3°04′33″S 37°21′12″E / 3.075833°S 37.353333°E   |
|         | Elbrus          | Munții Caucaz                   | 5.642        | Europa          | Rusia              | 43°20′45″N 42°26′55″E / 43.34583°N 42.44861°E   |
|         | Pico de Orizaba | Centura vulcanică transmexicană | 5.636        | America de Nord | Mexic              | 19°01′48″N 97°16′12″W / 19.0300°N 97.27°V       |
|         | Damavand        | Elburz                          | 5.610        | Asia            | Iran               | 35°57′04″N 52°06′32″E / 35.951°N 52.109°E       |
|         | Mount Giluwe    | Southern Highlands              | 4.368        | Oceania         | Papua Noua Guinee  | 6°02′36″S 143°53′12″E / 6.043333°S 143.886667°E |
|         | Mount Sidley    | –                               | 4.285        | Antarctica      | Antarctica         | 77°02′24″S 126°06′00″W / 77.04000°S 126.1°V     |